# アイノラ抒情曲集
「アイノラ抒情曲集」（アイノラじょじょうきょくしゅう、Ainola Lyrical Ballads）作品95は、吉松隆が2006年に作曲したピアノ曲。

## 概要
2006年5月、東京サントリーホールにて舘野泉の演奏で初演され、彼の70歳の誕生日のために献呈された。
表題のアイノラとは、シベリウスが晩年まで暮らしていたヤルヴェンパーの自宅のことで、妻アイノに肖って名付けられた。曲は、シベリウス、ピアノの叙情的な旋律、花壇に植えてある花、森に囲まれた山荘から見下ろす湖、トゥオネラの白鳥、鐘の音といったものがモチーフとして採用されている。

## 構成
- ロマンス
- アラベスク
- バラード
- パヴァーヌ
- モーツァルティーノ
- パストラール
- カリヨン